# Николай Верденский
Николай Верденский (Николаус фон Вердун, Николас из Вердена; фр. Nicolas de Verdun; около 1130—1140, Верден — после 1205, вероятно, в Турне) — выдающийся средневековый скульптор, ювелир, бронзолитейщик, чеканщик и эмальер. Один из ведущих мастеров романского искусства XII — начала XIII веков Маасской школы.

## Биография
Родился в Лотарингии. За свою творческую карьеру бо́льшую часть своей жизни провёл в путешествиях, выполняя заказы по разным городам Европы.
Он был последователем, возможно, учеником, валлонского мастера, каноника монастыря Хью — Годфруа де Хью, или Годфруа де Клэра (Godefroid de Claire, ок. 1100—1173).
Автор скульптур, сакральных предметов, в том числе, церковных алтарей, статуэток, подсвечников, украшенных драгоценными и полудрагоценными камнями.
Стиль Николая Верденского отличается богатством пластической нюансировки, интересом к естественным пропорциям и движению человеческого тела, редким в скульптуре его эпохи.
Некоторые образцы стиля великого мастера можно увидеть на примере, созданного им около 1180 года для монастыря Клостернойбург, недалеко от Вены эмалированного алтаря из 45 позолоченных медных пластин, выполненных по византийским образцам.
Среди наиболее известных работ мастера — Рака трёх царей (волхвов) в Кёльнском соборе. Николай Верденский начал работу над реликварием в 1181 году, а закончили кёльнские мастера в 1220 году. Реликварий выполнен из позолоченного серебра, крышка сделана из чистого золота. Каждый из трёх царей покоится в отдельном саркофаге. В целом пирамидальная конструкция (два саркофага внизу и один над ними) по композиции напоминает базилику. Её ширина 110 см, высота 153 см, длина 220 см. По стенкам саркофага расположены семьдесят четыре рельефные фигуры, изображающие пророков (внизу), апостолов и святителей церкви (сверху), а также сцены из жизни Христа. Изображён и Райнальд, архиепископ кёльнский. Рака украшена эмалями, филигранью и полудрагоценными камнями. Для украшения реликвария было использовано не менее тысячи разноцветных минералов и жемчужин, а также античные камеи.

## Галерея

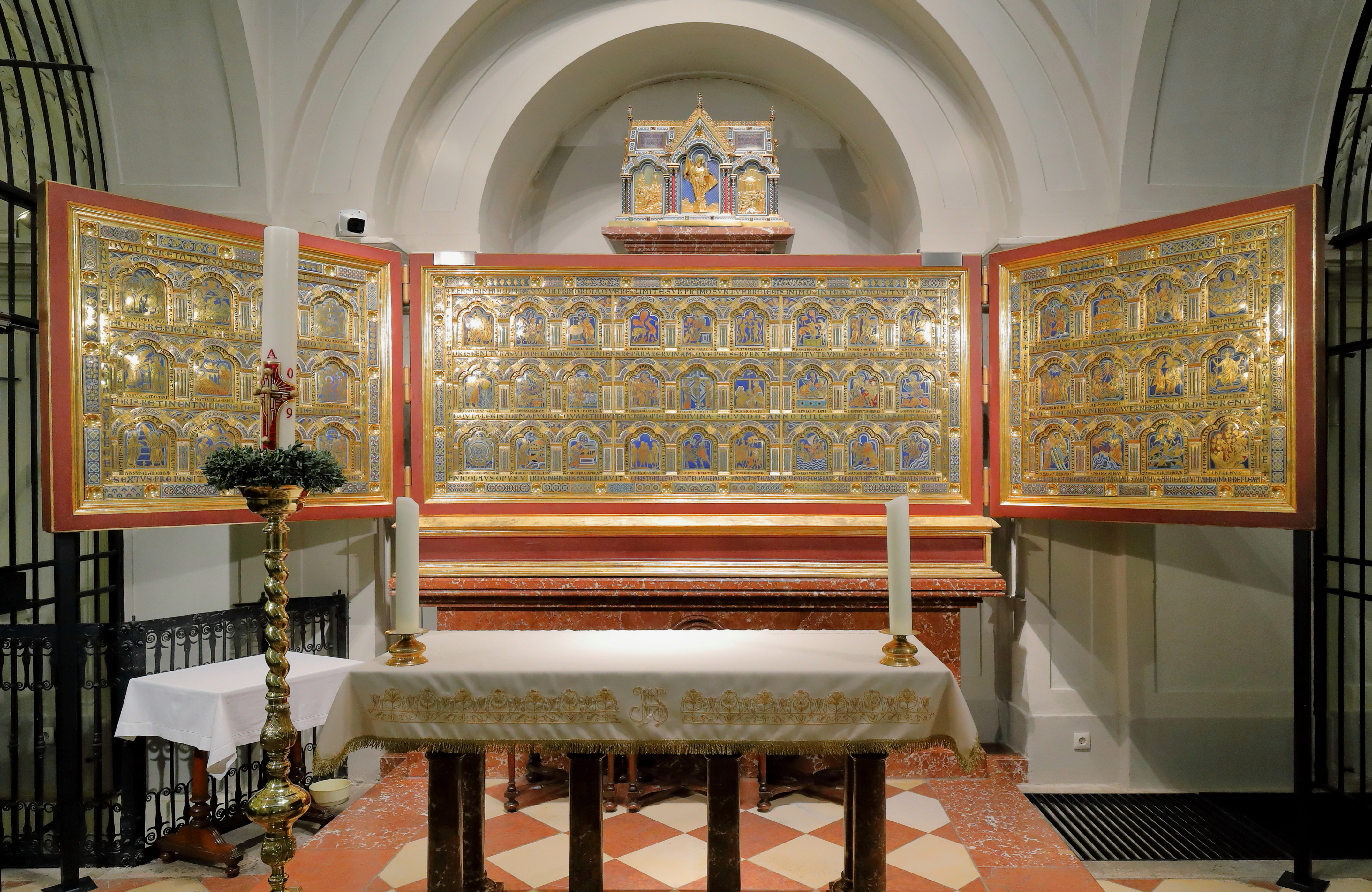
Алтарь монастыря Клостернойбург, названный в честь мастера — алтарём Николая из Вердена.
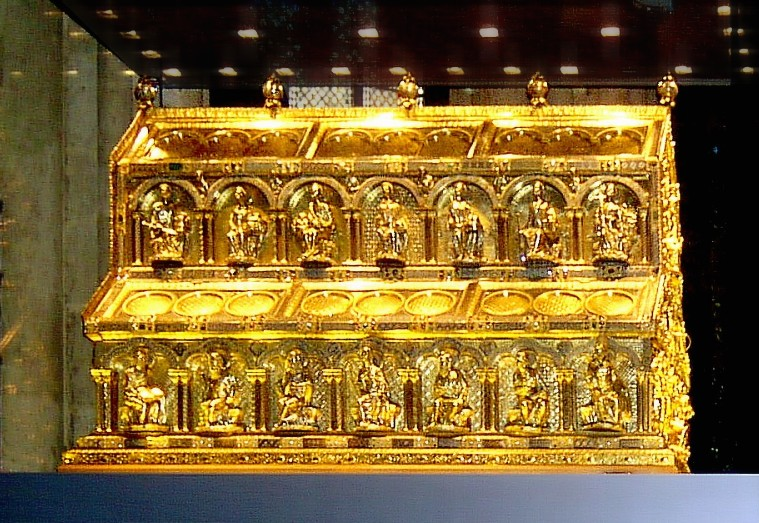
Реликварий трёх царей в Кёльнском соборе.